# جرالدین زیویچ
جرالدین زیویچ (زاده ۷ دسامبر ۱۹۷۵، در بوئنوس آیرس، آرژانتین) بازیگر، مدل و مجری تلویزیونی کلمبیایی متولد آرژانتین است که بیشتر برای نقش‌هایش در تله‌نوولا شناخته می‌شود.
او در ۱۵ سالگی به کلمبیا نقل مکان کرد و هنوز هم در آنجا زندگی می‌کند. مادرش آرژانتینی است، پدرش صرب است که به همراه خانواده اش در سال ۱۹۴۳ به آرژانتین نقل مکان کردند

## تلنوولا
- کوئین ماتو و پاتریشیا سولر … پاتریشیا سولر (۲۰۱۵)
- فلور سالواژه .... مینا (۲۰۱۱)
- ال کلون .... کریستینا میراندا (۲۰۱۰)
- نینو ریکوس، پوبرس پادرس .... مونیکا سن میگل (۲۰۰۹)
- آخرین ازدواج شاد .... کاتالینا (۲۰۰۸–۲۰۰۹)
- اینجا کسی زندگی نمی‌کند .... بی (۲۰۰۸–۲۰۰۹)
- یک ناهنجاری کامل - کارن(۲۰۰۸)
- بدون بازگشت (بدهی) - لورا(۲۰۰۷)
- بدون بازگشت - پاتریشیا (۲۰۰۷)
- فینال زمان - فلورنسیا (۲۰۰۷)
- زنان قاتل - نلی(۲۰۰۷)
- زنان قاتل - آنا ماریا (۲۰۰۷)
- زنان خانه‌دار ناامید - لینا بله (۲۰۰۶–۲۰۰۷)
- شاهان - ناتالیا - قهرمان داستان (۲۰۰۵)
- لا کوستنا و کاچاکو - ماریا الویرا (۲۰۰۳)
- خواننده - یاسمن(۲۰۰۳)
- نقطه عطف - برندا(۲۰۰۳)
- علایق مخفی - ترزا(۲۰۰۳)
- سایه رنگین کمان - ایزابل(۱۹۹۹)
- زن در آینه - ماریانا(۱۹۹۷)
- دیگری در من - لیلیانا کاستیلو / والنتینا اوریبه موندراگون (۱۹۹۶)
- لچه - دبورادورا (۱۹۹۶)
- مانوئلا ابدی - Laura (1995)
- ترن هوایی (مجموعه تلویزیونی) - یامیل (۱۹۹۴)

## فیلم سینما
- بوم با باران می‌رسد بازیگران - کارگردان سرجیو کابررا

## مجری تلویزیون
- مدل‌های نخبه ۱۹۹۸ ارائه دهنده مسابقه تولید شده توسط Canal A
- پانوراما ۱۹۹۵ محصول JES
- نژاد مردم محصول ۱۹۹۴ هرنان اورجولا

## مدل
- اسکار د لا رنتا
- سیلویا چراسی
- پینل
- لمس کنید
- لئونیسا
- پستوبون
- جابون کری
- سامسونگ
- محصولات خانوادگی
- خودروهای کیا